# Misaki Amano
Misaki Amano (天野 実咲 Amano Misaki?), född 22 augusti 1985, är en japansk tidigare fotbollsspelare.
Hon deltog bland annat i VM i fotboll 2007.